# Isla de los Estados
Isla de los Estados (svenska: 'Staternas ö') är en ö i södra Argentina. Den ligger i provinsen Eldslandet, i den södra delen av landet, 2 300 km söder om huvudstaden Buenos Aires. Arean är 534 kvadratkilometer. Isla de los Estados åtskiljs från Eldslandets huvudö av Estrecho de Le Maire.
Terrängen på Isla de los Estados är lite kuperad. Öns högsta punkt är 792 meter över havet. Den sträcker sig 23,5 kilometer i nord-sydlig riktning, och 61,8 kilometer i öst-västlig riktning.